# ISO 3166-2:AN
ISO 3166-2:ANはISOの3166-2規格のうち、ANで始まるものである。カリブ海にあったオランダの自治領「オランダ領アンティル」（2010年10月解体）の行政区分コードを意味していた。
オランダ領アンティルはISO 3166-1(ISO 3166-1 alpha-2)で、ANを国コードとして割り振られていた。2010年10月にオランダ領アンティルが解体されたのにともない、同年12月にISO 3166-1から削除された。
解体当時、オランダ領アンティルは5つの地区に区分されていたが、ISO 3166-2:ANに対応する行政区分コードの割り当てはない。
オランダ領アンティルの解体により、単独の自治領になったキュラソー島にはISO 3166-1で国名コード CW が、シント・マールテン島には SX が割り当てられた。オランダ本国に編入されたボネール島、シント・ユースタティウス島、サバ島については、BQ が与えられた。

## 註
1. 1 2  “ISO 3166-1 Newsletter VI-8 (2010-12-15):Code elements for Bonaire, Saint Eustatius and Saba, Curaçao and Sint Maarten (Dutch part), update of other territories and minor correction”.  ISO (2010年12月15日). 2011年1月1日閲覧。